# Чипезезе, Элвис
Элвис Чипезезе (англ. Elvis Chipezeze; род. 11 марта 1990) — зимбабвийский футболист, вратарь южноафриканской «Бароки».

## Биография
Элвис Чипезезе родился 11 марта 1990 года.
Играет в футбол на позиции вратаря. В 2011 году выступал во втором дивизионе чемпионата Зимбабве за «Гверу Пайретс».
В 2012 году перебрался в «Чикен Инн» из Булавайо, за который играл за протяжении семи сезонов. В 2015 году стал чемпионом Зимбабве, в 2012 и 2018 годах — бронзовым призёром.
В 2018 году перебрался в южноафриканскую «Бароку». В сезонах-2018/19 и 2019/20 был основным вратарём, проведя в чемпионате ЮАР соответственно 26 и 27 матчей, однако затем стал резервистом: в сезоне-2021/21 на счету Чипезезе 9 игр, в сезоне-2021/22 — 7.
В 2019—2020 годах провёл 9 матчей за сборную Зимбабве, пропустил 10 мячей. Дебютным 5 июня 2019 года стал полуфинальный поединок Кубка КОСАФА в Дурбане против сборной Замбии (0:0, пен. 2:4). 7 июня вышел в стартовом составе на матч за 3-4-е места против сборной Лесото (2:2, пен. 5:4), был заменён на 64-й минуте и завоевал бронзовую медаль.
В 2019 году участвовал в Кубке африканских наций в Египте. Провёл 2 матча: полностью поединок с ДР Конго (0:4) и вышел на замену на 80-й минуте в игре с Египтом (0:1).

## Достижения

### Командные

#### «Чикен Инн»
- Чемпион Зимбабве (1): 2015.
- Бронзовый призёр чемпионата Зимбабве (2): 2012, 2018.

#### Зимбабве
- Бронзовый призёр Кубка КОСАФА (1): 2019.